# 南北朝時代 (日本)
日本の歴史における南北朝時代（なんぼくちょうじだい）は、日本の歴史区分の一つ。鎌倉時代と（狭義の）室町時代に挟まれる時代で、広義の室町時代に含まれる。始期は、建武の新政の崩壊を受けて足利尊氏が京都で新たに光明天皇（北朝・持明院統）を擁立したのに対抗して、京都を脱出した後醍醐天皇（南朝・大覚寺統）が吉野行宮に遷った建武3年/延元元年12月21日(1337年1月23日)、終期は、南朝第4代の後亀山天皇が北朝第6代の後小松天皇に譲位する形で両朝が合一した明徳3年/元中9年閏10月5日(1392年11月19日)である。始期を建武の新政の始まりである1333年とする場合もある。

## 概要
※本稿では北朝/南朝の順で元号を併記する。
鎌倉時代の後半から半世紀にわたって両統迭立という不自然な形の皇位継承を繰り返した皇統は、すでに持明院統と大覚寺統という二つの相容れない系統に割れた状態が恒常化するという実質的な分裂を招いていた。それが鎌倉幕府倒幕と建武の新政の失敗を経て、この時代になると両統から二人の天皇が並立し、それに伴い京都の北朝と吉野の南朝の二つの朝廷が並存するという、王権の完全な分裂状態に陥った。両朝はそれぞれの正統性を主張して激突し、幾たびかの大規模な戦いが起こった。また日本の各地でも守護や国人たちがそれぞれの利害関係から北朝あるいは南朝に与して戦乱に明け暮れた。
こうした当時の世相を、奈良興福寺大乗院の第20代門跡・尋尊は自らが編纂した『大乗院日記目録』の中で「一天両帝南北京也」と表現した。これを中国の魏晋南北朝の時代を模して南北朝時代と呼ぶようになったのはかなり後のことである。なお明治以後に南朝の天皇を正統とする史観が定着すると、この時代の名称が「北朝」の語を含むことが問題視されるようになったため、吉野朝時代（よしのちょう じだい）という新語が作られたが、第二次世界大戦後に「皇国史観が影を潜める」との指摘とともに死語同然となった。現皇統は1392年の南北朝の合一（明徳の和約）以来、北朝である。

### 南北朝時代の意義
南北朝時代の意義とは、上部構造から見れば、公家勢力のほぼ完全な無力化、そして武家単独政権の成立である。前代鎌倉時代は鎌倉幕府と朝廷の公武二重権力であり、公家もなお荘園・公領を通じて一定の権力を有していた。ところが、天皇親政を掲げる南朝の失敗により、皇室など旧勢力の権威は失墜し、一方、北朝の公家も、室町幕府第3代将軍足利義満によって、警察権・民事裁判権・商業課税権などを次々と簒奪されていった。南北朝が合一したとき、後に残った勝者は南朝でも北朝でもなく、足利将軍家を中心とする室町幕府と守護体制による強力な武家の支配機構だった。
一方、南北朝時代の意義を下部構造から見れば、二毛作の普及等で生産力が向上し、民衆の力が増したことにより、それまでの日本社会は族縁（血筋・婚姻）を元に形成されていたのに対し、この時代に「惣」（村落）、つまり地縁で結ばれるようになったことにある。氏族の支配ではなく、地域の支配が重要になったのである。戦乱が60年近くの長期に及んだのも、この社会構造の変化が、基本的な要因である。こうして、地域を単位とした新しい勢力は「国人」と呼ばれ、南北朝の内乱を契機として台頭し、やがて国人層への優遇政策を打ち出した室町幕府につくなど、大勢力の政治動向を左右した。南北朝の社会をリードしたのは、バサラ大名（旧来の権威を無視する武士）に加えて、下部構造から出現した「悪党」（悪人という意味ではなく、旧勢力に反抗的な地域組織という意味）だった。河内の一悪党に過ぎなかった楠木正成が南朝に有力武将として登用されて『太平記』でヒーローとして描かれ、その息子の楠木正儀も公卿である参議にまで登りつめていることは、その端的な象徴である。

### 日本の変革
南北朝の内乱における上部構造と下部構造の変化は、日本という国の有り様を根底から変革した。
- 農業面では、施肥量の増大や水稲の品種多様化、灌漑施設の整備によって稲の収穫量が高まり[3]、また、鎌倉時代にもたらされた二毛作が普及するなど、生産力が著しく向上した[1]。こうして、食料生産が十分になったことにより、カラムシ（糸が作れる）、真綿、エゴマ（油が取れる）などの原料作物も多く作れるようになった[3]。
- 商工面では、上記の原料作物の生産力向上により、簾（すだれ）、蓆（むしろ）、油、素麺（そうめん）などが世間に流通するようになった[3]。
- 経済面では、上記の商工面の向上に伴い、貨幣経済が一般に浸透した[3]。
  - ただし、1270年代に、中国で元朝が南宋を征服して交鈔（紙幣の一種）を普及させたことから、余った宋製の銅銭が、大量に日本になだれこんだことも大きい[5]。1995年には、大田由紀夫が「商工業が発達したから貨幣が出回った」のではなく、むしろ「（南宋の滅亡により）貨幣が出回ったから商工業が発達したのではないか」という説を唱え[5]、2014年現在はこちらの説が支持されるようになっている[6]。
  - 土地売買に用いられる銭の利用率について、1200年は20%未満だったのが、1250年には50%を超え、（広義の）南北朝時代が始まる直前の1320年には75%超となっていた[7]。銅銭の普及は、紙媒体である割符などの手形の普及にも繋がっていく。
- 文化面では、上記の農業・商工・経済の発達によって、民衆の勢力が増し大衆文化が隆盛し、猿楽（能楽）[4]・連歌[3]・闘茶（茶道の原型）[3]・ばさら（かぶき者・歌舞伎の原型）[3]などが生まれた。
- 宗教面では、古い寺社と結びつく南朝や公家勢力に対抗するために、室町幕府は新しく日本に輸入された仏教である禅宗を優遇し、京都五山を定めた[3]。
- 外交面では、上記の宗教面で台頭した禅僧が中国事情に詳しかったことから、明との外交顧問を務めた[3]。
- 学術面では、上記の宗教面・外交面の進展により、儒学の新解釈である宋学が中国から輸入されるようになった[8]。北畠親房『神皇正統記』（1343年）は、執筆目的としては南朝の正統化ではあるものの、血筋や神器だけではなく「徳」を持つ者が帝位に相応しいという宋学思想が色濃く反映されており、江戸時代の儒家にも影響を与えている。
  - 日本における数学は一時衰えていたが、鎌倉時代末期から南北朝時代には禅寺で再び学ばれるようになった。代表的数学者には臨済宗の中巌円月がおり、主著『觿耑算法』は散逸したが[9]、『治暦篇』に帯分数の使用や繁分数計算についての言及が残る[10]。川本慎自は、戦国時代の臨済僧策彦周良と吉田家の関係を指摘し、江戸時代の角倉了以や吉田光由（『塵劫記』の著者）の数学知識は、禅寺での数学学習に端を発する可能性もあるのではないかとしている[9]。
- 文芸面では、上記の宗教面・外交面・学術面の発展から、漢詩が普及し、絶海中津・義堂周信を双璧とする五山文学が禅林で隆盛した[3]。また、商工面の発展ともあいまって、禅僧春屋妙葩らにより五山版と呼ばれる木版印刷技術が最盛期を迎えた。前述した宋学の影響も文学に見られ、日本最大の叙事詩『太平記』は、その頂点を為すものである。
- 芸術面では、前記、経済面の充実と文芸面の五山文学の影響から、禅の思想が実体に反映されるようになり、禅庭が完成された。夢窓疎石の天龍寺庭園（1339年）と西芳寺庭園（1339年）は世界遺産に登録されている。さらに、連歌の完成者二条良基・能楽の完成者世阿弥らによって、それまでは仏教思想の一部であった「幽玄」が、日本芸術の審美的理想として捉えられるようになった[11]。

こうして、南北朝の内乱は、生産力から美意識まで、全ての角度において、新しい日本を形成していくことになった。

## 南北朝の天皇
| 暦                                 | 北朝                        | 南朝                           |
| ---------------------------------- | --------------------------- | ------------------------------ |
| 文保2年（1318年）2月26日           | 96後醍醐天皇（1318-1331）   | 96後醍醐天皇（1318-1331）      |
| 元弘元年（1331年）9月20日          | 北1光厳天皇（1331-1333）    | [ 注釈 4 ] [ 注釈 3 ]          |
| 正慶2年/元弘3年（1333年）5月25日   | 96後醍醐天皇（1333-1336）   | 96後醍醐天皇（1333-1336）      |
| 建武3年/延元元年（1336年）8月15日  | 北2光明天皇（1336-1348）    | [ 注釈 6 ] [ 注釈 3 ]          |
| 建武3年/延元元年(1337年）12月21日  | 北2光明天皇（1336-1348）    | 南1(96)後醍醐天皇（1337-1339） |
| 暦応2年/ 延元4年（1339年）8月15日  | 北2光明天皇（1336-1348）    | 南2(97)後村上天皇（1339-1368） |
| 貞和4年/正平3年（1348年）10月27日  | 北3崇光天皇（1348-1351）    | 南2(97)後村上天皇（1339-1368） |
| 観応2年/正平6年（1351年）11月7日   | [ 注釈 8 ]                  | 南2(97)後村上天皇（1339-1368） |
| 観応3年/正平7年（1352年）8月17日   | 北4後光厳天皇（1352－1371） | 南2(97)後村上天皇（1339-1368） |
| 応安元年/正平23年（1368年）3月11日 | 北4後光厳天皇（1352－1371） | 南3(98)長慶天皇（1368-1383）   |
| 応安4年/建徳2年(1371年)3月23日     | 北5後円融天皇（1371－1382） | 南3(98)長慶天皇（1368-1383）   |
| 永徳2年/弘和2年（1382年）4月11日   | 北6後小松天皇（1382－1392） | 南3(98)長慶天皇（1368-1383）   |
| 永徳3年/弘和3年（1383年）10月      | 北6後小松天皇（1382－1392） | 南4(99)後亀山天皇 (1383-1392） |
| 明徳3年/元中9年（1392年）10月5日   | 100後小松天皇（1392－1412） | 100後小松天皇（1392－1412）    |

- 天皇の後の（）内は在位期間

### 系図
|                        |                        |                        |                        |                        |                        |  |  |                            |                            |                            |                            |                            |                            |  |  |             |             |             |             |             |             |  |  |                        |                        |                        |                        |                        |                        |  |  |                          |                          |                          |                          |                          |                          |  |  |                         |                         |                         |                         |                         |                         |  |  |  |  |  |  |  |  |  |  |  |  |  |  |  |  |  |  |  |  |  |  |  |  |  |  |  |  |  |  |
| 88 後嵯峨天皇          |                        |                        |                        |                        |                        |  |  |                            |                            |                            |                            |                            |                            |  |  |             |             |             |             |             |             |  |  |                        |                        |                        |                        |                        |                        |  |  |                          |                          |                          |                          |                          |                          |  |  |                         |                         |                         |                         |                         |                         |  |  |  |  |  |  |  |  |  |  |  |  |  |  |  |  |  |  |  |  |  |  |  |  |  |  |  |  |  |  |
|                        |                        |                        |                        |                        |                        |  |  |                            |                            |                            |                            |                            |                            |  |  |             |             |             |             |             |             |  |  |                        |                        |                        |                        |                        |                        |  |  |                          |                          |                          |                          |                          |                          |  |  |                         |                         |                         |                         |                         |                         |  |  |  |  |  |  |  |  |  |  |  |  |  |  |  |  |  |  |  |  |  |  |  |  |  |  |  |  |  |  |
|                        |                        |                        |                        |                        |                        |  |  |                            |                            |                            |                            |                            |                            |  |  |             |             |             |             |             |             |  |  |                        |                        |                        |                        |                        |                        |  |  |                          |                          |                          |                          |                          |                          |  |  |                         |                         |                         |                         |                         |                         |  |  |  |  |  |  |  |  |  |  |  |  |  |  |  |  |  |  |  |  |  |  |  |  |  |  |  |  |  |  |
| 宗尊親王 （鎌倉将軍6） | 宗尊親王 （鎌倉将軍6） | 宗尊親王 （鎌倉将軍6） | 宗尊親王 （鎌倉将軍6） | 宗尊親王 （鎌倉将軍6） | 宗尊親王 （鎌倉将軍6） |  |  | 【持明院統】 89 後深草天皇 | 【持明院統】 89 後深草天皇 | 【持明院統】 89 後深草天皇 | 【持明院統】 89 後深草天皇 | 【持明院統】 89 後深草天皇 | 【持明院統】 89 後深草天皇 |  |  |             |             |             |             |             |             |  |  |                        |                        |                        |                        |                        |                        |  |  | 【大覚寺統】 90 亀山天皇 | 【大覚寺統】 90 亀山天皇 | 【大覚寺統】 90 亀山天皇 | 【大覚寺統】 90 亀山天皇 | 【大覚寺統】 90 亀山天皇 | 【大覚寺統】 90 亀山天皇 |  |  |                         |                         |                         |                         |                         |                         |  |  |  |  |  |  |  |  |  |  |  |  |  |  |  |  |  |  |  |  |  |  |  |  |  |  |  |  |  |  |
| 宗尊親王 （鎌倉将軍6） | 宗尊親王 （鎌倉将軍6） | 宗尊親王 （鎌倉将軍6） | 宗尊親王 （鎌倉将軍6） | 宗尊親王 （鎌倉将軍6） | 宗尊親王 （鎌倉将軍6） |  |  | 【持明院統】 89 後深草天皇 | 【持明院統】 89 後深草天皇 | 【持明院統】 89 後深草天皇 | 【持明院統】 89 後深草天皇 | 【持明院統】 89 後深草天皇 | 【持明院統】 89 後深草天皇 |  |  |             |             |             |             |             |             |  |  |                        |                        |                        |                        |                        |                        |  |  | 【大覚寺統】 90 亀山天皇 | 【大覚寺統】 90 亀山天皇 | 【大覚寺統】 90 亀山天皇 | 【大覚寺統】 90 亀山天皇 | 【大覚寺統】 90 亀山天皇 | 【大覚寺統】 90 亀山天皇 |  |  |                         |                         |                         |                         |                         |                         |  |  |  |  |  |  |  |  |  |  |  |  |  |  |  |  |  |  |  |  |  |  |  |  |  |  |  |  |  |  |
|                        |                        |                        |                        |                        |                        |  |  |                            |                            |                            |                            |                            |                            |  |  |             |             |             |             |             |             |  |  |                        |                        |                        |                        |                        |                        |  |  |                          |                          |                          |                          |                          |                          |  |  |                         |                         |                         |                         |                         |                         |  |  |  |  |  |  |  |  |  |  |  |  |  |  |  |  |  |  |  |  |  |  |  |  |  |  |  |  |  |  |
| 惟康親王 （鎌倉将軍7） | 惟康親王 （鎌倉将軍7） | 惟康親王 （鎌倉将軍7） | 惟康親王 （鎌倉将軍7） | 惟康親王 （鎌倉将軍7） | 惟康親王 （鎌倉将軍7） |  |  | 92 伏見天皇                | 92 伏見天皇                | 92 伏見天皇                | 92 伏見天皇                | 92 伏見天皇                | 92 伏見天皇                |  |  |             |             |             |             |             |             |  |  | 久明親王 （鎌倉将軍8） | 久明親王 （鎌倉将軍8） | 久明親王 （鎌倉将軍8） | 久明親王 （鎌倉将軍8） | 久明親王 （鎌倉将軍8） | 久明親王 （鎌倉将軍8） |  |  | 91 後宇多天皇            | 91 後宇多天皇            | 91 後宇多天皇            | 91 後宇多天皇            | 91 後宇多天皇            | 91 後宇多天皇            |  |  | 恒明親王 〔常盤井宮家〕 | 恒明親王 〔常盤井宮家〕 | 恒明親王 〔常盤井宮家〕 | 恒明親王 〔常盤井宮家〕 | 恒明親王 〔常盤井宮家〕 | 恒明親王 〔常盤井宮家〕 |  |  |  |  |  |  |  |  |  |  |  |  |  |  |  |  |  |  |  |  |  |  |  |  |  |  |  |  |  |  |
| 惟康親王 （鎌倉将軍7） | 惟康親王 （鎌倉将軍7） | 惟康親王 （鎌倉将軍7） | 惟康親王 （鎌倉将軍7） | 惟康親王 （鎌倉将軍7） | 惟康親王 （鎌倉将軍7） |  |  | 92 伏見天皇                | 92 伏見天皇                | 92 伏見天皇                | 92 伏見天皇                | 92 伏見天皇                | 92 伏見天皇                |  |  |             |             |             |             |             |             |  |  | 久明親王 （鎌倉将軍8） | 久明親王 （鎌倉将軍8） | 久明親王 （鎌倉将軍8） | 久明親王 （鎌倉将軍8） | 久明親王 （鎌倉将軍8） | 久明親王 （鎌倉将軍8） |  |  | 91 後宇多天皇            | 91 後宇多天皇            | 91 後宇多天皇            | 91 後宇多天皇            | 91 後宇多天皇            | 91 後宇多天皇            |  |  | 恒明親王 〔常盤井宮家〕 | 恒明親王 〔常盤井宮家〕 | 恒明親王 〔常盤井宮家〕 | 恒明親王 〔常盤井宮家〕 | 恒明親王 〔常盤井宮家〕 | 恒明親王 〔常盤井宮家〕 |  |  |  |  |  |  |  |  |  |  |  |  |  |  |  |  |  |  |  |  |  |  |  |  |  |  |  |  |  |  |
|                        |                        |                        |                        |                        |                        |  |  |                            |                            |                            |                            |                            |                            |  |  |             |             |             |             |             |             |  |  |                        |                        |                        |                        |                        |                        |  |  |                          |                          |                          |                          |                          |                          |  |  |                         |                         |                         |                         |                         |                         |  |  |  |  |  |  |  |  |  |  |  |  |  |  |  |  |  |  |  |  |  |  |  |  |  |  |  |  |  |  |
|                        |                        |                        |                        |                        |                        |  |  | 93 後伏見天皇              | 93 後伏見天皇              | 93 後伏見天皇              | 93 後伏見天皇              | 93 後伏見天皇              | 93 後伏見天皇              |  |  | 95 花園天皇 | 95 花園天皇 | 95 花園天皇 | 95 花園天皇 | 95 花園天皇 | 95 花園天皇 |  |  | 守邦親王 （鎌倉将軍9） | 守邦親王 （鎌倉将軍9） | 守邦親王 （鎌倉将軍9） | 守邦親王 （鎌倉将軍9） | 守邦親王 （鎌倉将軍9） | 守邦親王 （鎌倉将軍9） |  |  | 94 後二条天皇            | 94 後二条天皇            | 94 後二条天皇            | 94 後二条天皇            | 94 後二条天皇            | 94 後二条天皇            |  |  |                         |                         |                         |                         |                         |                         |  |  |  |  |  |  |  |  |  |  |  |  |  |  |  |  |  |  |  |  |  |  |  |  |  |  |  |  |  |  |
|                        |                        |                        |                        |                        |                        |  |  | 93 後伏見天皇              | 93 後伏見天皇              | 93 後伏見天皇              | 93 後伏見天皇              | 93 後伏見天皇              | 93 後伏見天皇              |  |  | 95 花園天皇 | 95 花園天皇 | 95 花園天皇 | 95 花園天皇 | 95 花園天皇 | 95 花園天皇 |  |  | 守邦親王 （鎌倉将軍9） | 守邦親王 （鎌倉将軍9） | 守邦親王 （鎌倉将軍9） | 守邦親王 （鎌倉将軍9） | 守邦親王 （鎌倉将軍9） | 守邦親王 （鎌倉将軍9） |  |  | 94 後二条天皇            | 94 後二条天皇            | 94 後二条天皇            | 94 後二条天皇            | 94 後二条天皇            | 94 後二条天皇            |  |  |                         |                         |                         |                         |                         |                         |  |  |  |  |  |  |  |  |  |  |  |  |  |  |  |  |  |  |  |  |  |  |  |  |  |  |  |  |  |  |
|                        |                        |                        |                        |                        |                        |  |  |                            |                            |                            |                            |                            |                            |  |  |             |             |             |             |             |             |  |  |                        |                        |                        |                        |                        |                        |  |  |                          |                          |                          |                          |                          |                          |  |  |                         |                         |                         |                         |                         |                         |  |  |  |  |  |  |  |  |  |  |  |  |  |  |  |  |  |  |  |  |  |  |  |  |  |  |  |  |  |  |
|                        |                        |                        |                        |                        |                        |  |  |                            |                            |                            |                            |                            |                            |  |  | 直仁親王    | 直仁親王    | 直仁親王    | 直仁親王    | 直仁親王    | 直仁親王    |  |  |                        |                        |                        |                        |                        |                        |  |  | 邦良親王                 | 邦良親王                 | 邦良親王                 | 邦良親王                 | 邦良親王                 | 邦良親王                 |  |  |                         |                         |                         |                         |                         |                         |  |  |  |  |  |  |  |  |  |  |  |  |  |  |  |  |  |  |  |  |  |  |  |  |  |  |  |  |  |  |
|                        |                        |                        |                        |                        |                        |  |  |                            |                            |                            |                            |                            |                            |  |  | 直仁親王    | 直仁親王    | 直仁親王    | 直仁親王    | 直仁親王    | 直仁親王    |  |  |                        |                        |                        |                        |                        |                        |  |  | 邦良親王                 | 邦良親王                 | 邦良親王                 | 邦良親王                 | 邦良親王                 | 邦良親王                 |  |  |                         |                         |                         |                         |                         |                         |  |  |  |  |  |  |  |  |  |  |  |  |  |  |  |  |  |  |  |  |  |  |  |  |  |  |  |  |  |  |
|                        |                        |                        |                        |                        |                        |  |  |                            |                            |                            |                            |                            |                            |  |  |             |             |             |             |             |             |  |  |                        |                        |                        |                        |                        |                        |  |  | 康仁親王 〔木寺宮家〕    |                          |                          |                          |                          |                          |  |  |                         |                         |                         |                         |                         |                         |  |  |  |  |  |  |  |  |  |  |  |  |  |  |  |  |  |  |  |  |  |  |  |  |  |  |  |  |  |  |
|                        |                        |                        |                        |                        |                        |  |  |                            |                            |                            |                            |                            |                            |  |  |             |             |             |             |             |             |  |  |                        |                        |                        |                        |                        |                        |  |  |                          |                          |                          |                          |                          |                          |  |  |                         |                         |                         |                         |                         |                         |  |  |  |  |  |  |  |  |  |  |  |  |  |  |  |  |  |  |  |  |  |  |  |  |  |  |  |  |  |  |

| 【持明院統】 〔北朝〕           | 【持明院統】 〔北朝〕           | 【持明院統】 〔北朝〕           | 【持明院統】 〔北朝〕           | 【持明院統】 〔北朝〕           | 【持明院統】 〔北朝〕           |  |  |                       |                       |                       |                       |                       |                       |  |  |                    |                    |                    |                    |                    |                    |  |  |  |  |  |  |  |  |                       |                       |                       |                       |                       |                       |  |  | 【大覚寺統】 〔南朝〕   | 【大覚寺統】 〔南朝〕   | 【大覚寺統】 〔南朝〕   | 【大覚寺統】 〔南朝〕   | 【大覚寺統】 〔南朝〕   | 【大覚寺統】 〔南朝〕   |  |  |                         |                         |                         |                         |                         |                         |  |  |  |  |  |  |  |  |  |  |  |  |  |  |  |  |  |  |  |  |  |  |  |  |
| 【持明院統】 〔北朝〕           | 【持明院統】 〔北朝〕           | 【持明院統】 〔北朝〕           | 【持明院統】 〔北朝〕           | 【持明院統】 〔北朝〕           | 【持明院統】 〔北朝〕           |  |  |                       |                       |                       |                       |                       |                       |  |  |                    |                    |                    |                    |                    |                    |  |  |  |  |  |  |  |  |                       |                       |                       |                       |                       |                       |  |  | 【大覚寺統】 〔南朝〕   | 【大覚寺統】 〔南朝〕   | 【大覚寺統】 〔南朝〕   | 【大覚寺統】 〔南朝〕   | 【大覚寺統】 〔南朝〕   | 【大覚寺統】 〔南朝〕   |  |  |                         |                         |                         |                         |                         |                         |  |  |  |  |  |  |  |  |  |  |  |  |  |  |  |  |  |  |  |  |  |  |  |  |
|                                 |                                 |                                 |                                 |                                 |                                 |  |  |                       |                       |                       |                       |                       |                       |  |  |                    |                    |                    |                    |                    |                    |  |  |  |  |  |  |  |  |                       |                       |                       |                       |                       |                       |  |  | 96 後醍醐天皇           |                         |                         |                         |                         |                         |  |  |                         |                         |                         |                         |                         |                         |  |  |  |  |  |  |  |  |  |  |  |  |  |  |  |  |  |  |  |  |  |  |  |  |
|                                 |                                 |                                 |                                 |                                 |                                 |  |  |                       |                       |                       |                       |                       |                       |  |  |                    |                    |                    |                    |                    |                    |  |  |  |  |  |  |  |  |                       |                       |                       |                       |                       |                       |  |  |                         |                         |                         |                         |                         |                         |  |  |                         |                         |                         |                         |                         |                         |  |  |  |  |  |  |  |  |  |  |  |  |  |  |  |  |  |  |  |  |  |  |  |  |
|                                 |                                 |                                 |                                 |                                 |                                 |  |  |                       |                       |                       |                       |                       |                       |  |  |                    |                    |                    |                    |                    |                    |  |  |  |  |  |  |  |  |                       |                       |                       |                       |                       |                       |  |  |                         |                         |                         |                         |                         |                         |  |  |                         |                         |                         |                         |                         |                         |  |  |  |  |  |  |  |  |  |  |  |  |  |  |  |  |  |  |  |  |  |  |  |  |
| 光厳天皇 北1                    | 光厳天皇 北1                    | 光厳天皇 北1                    | 光厳天皇 北1                    | 光厳天皇 北1                    | 光厳天皇 北1                    |  |  | 光明天皇 北2          | 光明天皇 北2          | 光明天皇 北2          | 光明天皇 北2          | 光明天皇 北2          | 光明天皇 北2          |  |  |                    |                    |                    |                    |                    |                    |  |  |  |  |  |  |  |  |                       |                       |                       |                       |                       |                       |  |  | 97 後村上天皇           | 97 後村上天皇           | 97 後村上天皇           | 97 後村上天皇           | 97 後村上天皇           | 97 後村上天皇           |  |  |                         |                         |                         |                         |                         |                         |  |  |  |  |  |  |  |  |  |  |  |  |  |  |  |  |  |  |  |  |  |  |  |  |
| 光厳天皇 北1                    | 光厳天皇 北1                    | 光厳天皇 北1                    | 光厳天皇 北1                    | 光厳天皇 北1                    | 光厳天皇 北1                    |  |  | 光明天皇 北2          | 光明天皇 北2          | 光明天皇 北2          | 光明天皇 北2          | 光明天皇 北2          | 光明天皇 北2          |  |  |                    |                    |                    |                    |                    |                    |  |  |  |  |  |  |  |  |                       |                       |                       |                       |                       |                       |  |  | 97 後村上天皇           | 97 後村上天皇           | 97 後村上天皇           | 97 後村上天皇           | 97 後村上天皇           | 97 後村上天皇           |  |  |                         |                         |                         |                         |                         |                         |  |  |  |  |  |  |  |  |  |  |  |  |  |  |  |  |  |  |  |  |  |  |  |  |
|                                 |                                 |                                 |                                 |                                 |                                 |  |  |                       |                       |                       |                       |                       |                       |  |  |                    |                    |                    |                    |                    |                    |  |  |  |  |  |  |  |  |                       |                       |                       |                       |                       |                       |  |  |                         |                         |                         |                         |                         |                         |  |  |                         |                         |                         |                         |                         |                         |  |  |  |  |  |  |  |  |  |  |  |  |  |  |  |  |  |  |  |  |  |  |  |  |
| 崇光天皇 北3                    | 崇光天皇 北3                    | 崇光天皇 北3                    | 崇光天皇 北3                    | 崇光天皇 北3                    | 崇光天皇 北3                    |  |  |                       |                       |                       |                       |                       |                       |  |  | 後光厳天皇 北4     | 後光厳天皇 北4     | 後光厳天皇 北4     | 後光厳天皇 北4     | 後光厳天皇 北4     | 後光厳天皇 北4     |  |  |  |  |  |  |  |  | 98 長慶天皇           | 98 長慶天皇           | 98 長慶天皇           | 98 長慶天皇           | 98 長慶天皇           | 98 長慶天皇           |  |  | 99 後亀山天皇           | 99 後亀山天皇           | 99 後亀山天皇           | 99 後亀山天皇           | 99 後亀山天皇           | 99 後亀山天皇           |  |  | 惟成親王 〔護聖院宮家〕 | 惟成親王 〔護聖院宮家〕 | 惟成親王 〔護聖院宮家〕 | 惟成親王 〔護聖院宮家〕 | 惟成親王 〔護聖院宮家〕 | 惟成親王 〔護聖院宮家〕 |  |  |  |  |  |  |  |  |  |  |  |  |  |  |  |  |  |  |  |  |  |  |  |  |
| 崇光天皇 北3                    | 崇光天皇 北3                    | 崇光天皇 北3                    | 崇光天皇 北3                    | 崇光天皇 北3                    | 崇光天皇 北3                    |  |  |                       |                       |                       |                       |                       |                       |  |  | 後光厳天皇 北4     | 後光厳天皇 北4     | 後光厳天皇 北4     | 後光厳天皇 北4     | 後光厳天皇 北4     | 後光厳天皇 北4     |  |  |  |  |  |  |  |  | 98 長慶天皇           | 98 長慶天皇           | 98 長慶天皇           | 98 長慶天皇           | 98 長慶天皇           | 98 長慶天皇           |  |  | 99 後亀山天皇           | 99 後亀山天皇           | 99 後亀山天皇           | 99 後亀山天皇           | 99 後亀山天皇           | 99 後亀山天皇           |  |  | 惟成親王 〔護聖院宮家〕 | 惟成親王 〔護聖院宮家〕 | 惟成親王 〔護聖院宮家〕 | 惟成親王 〔護聖院宮家〕 | 惟成親王 〔護聖院宮家〕 | 惟成親王 〔護聖院宮家〕 |  |  |  |  |  |  |  |  |  |  |  |  |  |  |  |  |  |  |  |  |  |  |  |  |
| (伏見宮)栄仁親王 （初代伏見宮） | (伏見宮)栄仁親王 （初代伏見宮） | (伏見宮)栄仁親王 （初代伏見宮） | (伏見宮)栄仁親王 （初代伏見宮） | (伏見宮)栄仁親王 （初代伏見宮） | (伏見宮)栄仁親王 （初代伏見宮） |  |  |                       |                       |                       |                       |                       |                       |  |  | 後円融天皇 北5     | 後円融天皇 北5     | 後円融天皇 北5     | 後円融天皇 北5     | 後円融天皇 北5     | 後円融天皇 北5     |  |  |  |  |  |  |  |  | （不詳） 〔玉川宮家〕 | （不詳） 〔玉川宮家〕 | （不詳） 〔玉川宮家〕 | （不詳） 〔玉川宮家〕 | （不詳） 〔玉川宮家〕 | （不詳） 〔玉川宮家〕 |  |  | 小倉宮恒敦 〔小倉宮家〕 | 小倉宮恒敦 〔小倉宮家〕 | 小倉宮恒敦 〔小倉宮家〕 | 小倉宮恒敦 〔小倉宮家〕 | 小倉宮恒敦 〔小倉宮家〕 | 小倉宮恒敦 〔小倉宮家〕 |  |  |                         |                         |                         |                         |                         |                         |  |  |  |  |  |  |  |  |  |  |  |  |  |  |  |  |  |  |  |  |  |  |  |  |
| (伏見宮)栄仁親王 （初代伏見宮） | (伏見宮)栄仁親王 （初代伏見宮） | (伏見宮)栄仁親王 （初代伏見宮） | (伏見宮)栄仁親王 （初代伏見宮） | (伏見宮)栄仁親王 （初代伏見宮） | (伏見宮)栄仁親王 （初代伏見宮） |  |  |                       |                       |                       |                       |                       |                       |  |  | 後円融天皇 北5     | 後円融天皇 北5     | 後円融天皇 北5     | 後円融天皇 北5     | 後円融天皇 北5     | 後円融天皇 北5     |  |  |  |  |  |  |  |  | （不詳） 〔玉川宮家〕 | （不詳） 〔玉川宮家〕 | （不詳） 〔玉川宮家〕 | （不詳） 〔玉川宮家〕 | （不詳） 〔玉川宮家〕 | （不詳） 〔玉川宮家〕 |  |  | 小倉宮恒敦 〔小倉宮家〕 | 小倉宮恒敦 〔小倉宮家〕 | 小倉宮恒敦 〔小倉宮家〕 | 小倉宮恒敦 〔小倉宮家〕 | 小倉宮恒敦 〔小倉宮家〕 | 小倉宮恒敦 〔小倉宮家〕 |  |  |                         |                         |                         |                         |                         |                         |  |  |  |  |  |  |  |  |  |  |  |  |  |  |  |  |  |  |  |  |  |  |  |  |
| (伏見宮)貞成親王 （後崇光院）   | (伏見宮)貞成親王 （後崇光院）   | (伏見宮)貞成親王 （後崇光院）   | (伏見宮)貞成親王 （後崇光院）   | (伏見宮)貞成親王 （後崇光院）   | (伏見宮)貞成親王 （後崇光院）   |  |  |                       |                       |                       |                       |                       |                       |  |  | 100 後小松天皇 北6 | 100 後小松天皇 北6 | 100 後小松天皇 北6 | 100 後小松天皇 北6 | 100 後小松天皇 北6 | 100 後小松天皇 北6 |  |  |  |  |  |  |  |  |                       |                       |                       |                       |                       |                       |  |  |                         |                         |                         |                         |                         |                         |  |  |                         |                         |                         |                         |                         |                         |  |  |  |  |  |  |  |  |  |  |  |  |  |  |  |  |  |  |  |  |  |  |  |  |
| (伏見宮)貞成親王 （後崇光院）   | (伏見宮)貞成親王 （後崇光院）   | (伏見宮)貞成親王 （後崇光院）   | (伏見宮)貞成親王 （後崇光院）   | (伏見宮)貞成親王 （後崇光院）   | (伏見宮)貞成親王 （後崇光院）   |  |  |                       |                       |                       |                       |                       |                       |  |  | 100 後小松天皇 北6 | 100 後小松天皇 北6 | 100 後小松天皇 北6 | 100 後小松天皇 北6 | 100 後小松天皇 北6 | 100 後小松天皇 北6 |  |  |  |  |  |  |  |  |                       |                       |                       |                       |                       |                       |  |  |                         |                         |                         |                         |                         |                         |  |  |                         |                         |                         |                         |                         |                         |  |  |  |  |  |  |  |  |  |  |  |  |  |  |  |  |  |  |  |  |  |  |  |  |
|                                 |                                 |                                 |                                 |                                 |                                 |  |  |                       |                       |                       |                       |                       |                       |  |  |                    |                    |                    |                    |                    |                    |  |  |  |  |  |  |  |  |                       |                       |                       |                       |                       |                       |  |  |                         |                         |                         |                         |                         |                         |  |  |                         |                         |                         |                         |                         |                         |  |  |  |  |  |  |  |  |  |  |  |  |  |  |  |  |  |  |  |  |  |  |  |  |
| 102 後花園天皇                  | 102 後花園天皇                  | 102 後花園天皇                  | 102 後花園天皇                  | 102 後花園天皇                  | 102 後花園天皇                  |  |  | 貞常親王 〔伏見宮家〕 | 貞常親王 〔伏見宮家〕 | 貞常親王 〔伏見宮家〕 | 貞常親王 〔伏見宮家〕 | 貞常親王 〔伏見宮家〕 | 貞常親王 〔伏見宮家〕 |  |  | 101 称光天皇       | 101 称光天皇       | 101 称光天皇       | 101 称光天皇       | 101 称光天皇       | 101 称光天皇       |  |  |  |  |  |  |  |  |                       |                       |                       |                       |                       |                       |  |  |                         |                         |                         |                         |                         |                         |  |  |                         |                         |                         |                         |                         |                         |  |  |  |  |  |  |  |  |  |  |  |  |  |  |  |  |  |  |  |  |  |  |  |  |
| 102 後花園天皇                  | 102 後花園天皇                  | 102 後花園天皇                  | 102 後花園天皇                  | 102 後花園天皇                  | 102 後花園天皇                  |  |  | 貞常親王 〔伏見宮家〕 | 貞常親王 〔伏見宮家〕 | 貞常親王 〔伏見宮家〕 | 貞常親王 〔伏見宮家〕 | 貞常親王 〔伏見宮家〕 | 貞常親王 〔伏見宮家〕 |  |  | 101 称光天皇       | 101 称光天皇       | 101 称光天皇       | 101 称光天皇       | 101 称光天皇       | 101 称光天皇       |  |  |  |  |  |  |  |  |                       |                       |                       |                       |                       |                       |  |  |                         |                         |                         |                         |                         |                         |  |  |                         |                         |                         |                         |                         |                         |  |  |  |  |  |  |  |  |  |  |  |  |  |  |  |  |  |  |  |  |  |  |  |  |

## 歴史

### 前史：元弘・建武の乱
鎌倉時代半ばの寛元4年（1246年）、後嵯峨天皇の譲位後に皇統は皇位継承を巡って大覚寺統と持明院統に分裂した。そこで鎌倉幕府の仲介によって、大覚寺統と持明院統が交互に皇位につく事（両統迭立）が取り決められていた。
元弘元年（1331年）、大覚寺統の後醍醐天皇は全国の武士に討幕の綸旨を発し、元弘の乱を開始した。初めは実子の護良親王や河内の武士楠木正成など少数の者が後醍醐のため戦うのみだったが、やがて足利高氏（のちの尊氏）や新田義貞らも呼応したことで、鎌倉幕府とその実質的支配者北条得宗家は滅んだ。
正慶2年/元弘3年（1333年）5月22日、建武の新政と呼ばれる後醍醐天皇による親政がはじまった。はじめ後醍醐は足利高氏を寵愛し、自らの諱「尊治」から一字を取って「尊氏」の名を与えた（偏諱）。後醍醐が実施した法制改革や人材政策は基本路線としては優れた面もあったものの、戦争後の混乱に法体系の整備や効率的な実施が追いつかず、政局の不安定が続き、また恩賞給付にも失敗があったため、その施策は賛否両論だった。建武2年（1335年）7月、北条時行ら北条氏の残党が中先代の乱を引き起こすと、その討伐を終えた尊氏は、恩賞を独自の裁量で配り始めた。すると、建武政権の恩賞政策に不満を抱えた武士たちの多くが尊氏に従った。
尊氏の恩賞給付行為を、新政からの離反と見なした後醍醐天皇は、建武2年（1335年）11月19日、新田義貞や北畠顕家に尊氏討伐を命じ、建武の乱が開始。新田軍は箱根・竹ノ下の戦いで敗北。さらに、新田軍は京都で迎撃し（第一次京都合戦）、結城親光（三木一草の一人）が戦死するが、やがて陸奥国から下った北畠軍の活躍もあり尊氏軍を駆逐した。尊氏らは九州へ下り、多々良浜の戦いに勝利して勢力を立て直したのちに、持明院統の光厳上皇の院宣を掲げて東征する。迎え撃つ建武政権側は新田義貞・楠木正成が湊川の戦いで敗れ（正成は戦死）、比叡山に篭った。さらに第二次京都合戦で数ヶ月に渡る戦いの末、建武政権側は京都と名和長年・千種忠顕ら重臣（三木一草）を喪失し、続く近江の戦いでも敗北。建武3年/延元元年（1336年）10月10日、後醍醐は尊氏に投降し、建武政権は崩壊した。
尊氏は後醍醐天皇との和解を図り、三種の神器を接収し持明院統の光明天皇を京都に擁立（北朝）した。その上で、是円（中原章賢）・真恵兄弟らに諮問して『建武式目』を制定し、施政方針を定め正式に幕府を開いた。だが、後醍醐天皇は京都を脱出して奈良の吉野へ逃れ、「北朝に渡した神器は贋物であり光明天皇の皇位は正統ではない」と主張して吉野に南朝（吉野朝廷）を開き、北陸や九州など各地へ自らの皇子を奉じさせて派遣した。

### 第1期（1336年 – 1348年）：吉野行宮の興亡

#### 北畠顕家の戦死
建武4年/延元2年（1337年）、南朝鎮守府大将軍北畠顕家（北畠親房の子）は、後醍醐天皇や父の北畠親房の救援要請に応じ、12月、杉本城の戦いで斯波家長を破り、鎌倉を征服した。次いで、京都奪還を目指し、翌年1月に美濃国（現在の岐阜県）で青野原の戦いで幕将土岐頼遠を破るも、北陸の新田義貞との連携に失敗し、京への直進を諦める。
顕家は伊勢経由で迂回を試みたが、長引く遠征によって兵の勢いは衰えていた。次の戦が生死をかけた戦いになることを覚悟した顕家は、後醍醐天皇への諫奏文（『北畠顕家上奏文』）をしたためた。はたして、暦応元年/延元3年（1338年）5月22日、石津の戦いで幕府執事高師直に敗れ、戦死した。

#### 新田義貞の戦死
南朝総大将新田義貞は、建武の乱の末期（金ヶ崎の戦い）から引き続き北陸方面で孤軍奮闘を続けていたが、暦応元年/延元3年（8月17日）閏7月2日、藤島の戦いで斯波高経に敗れ、戦死した。
北畠顕家・新田義貞という南朝を代表する名将が相次いで戦死したことで、軍事的に北朝方が圧倒的に優位に立った。

#### 後醍醐天皇崩御と北畠親房の台頭
暦応2年/延元4年（1339年）8月16日、後醍醐天皇崩御。寵姫阿野廉子との子である義良親王が後村上天皇として南朝天皇に践祚した（践祚日は前帝崩御の前日）。立場上敵でありながら後醍醐天皇を崇敬する室町幕府初代将軍足利尊氏は、その菩提を弔うため、臨済宗夢窓疎石を開山として天龍寺を開基し、京都五山第一とした。
この頃、南朝公卿にして、慈円と共に中世を代表する歴史家である北畠親房（北畠顕家の父）は、関東地方で南朝勢力の結集を図り、常陸国小田城にて篭城していた。同年秋、新帝に道を表すため、南朝の正統性を示す『神皇正統記』を執筆し、儒学を導入して、帝王には血筋と神器だけではなく、徳（＝政治能力）も求められるという、当時としては大胆で革新的な思想を展開した。親房は康永2年/興国4年（1343年）ごろに吉野に帰還し、後村上天皇の頭脳として、南朝を実質的に指導した。のち、准三宮として皇后らに准じる地位を得た。

#### 小康期
新田義貞・北畠顕家の戦死後は一旦小康期となったものの、各地で小競り合いや調略が続いた。
室町幕府では、保守派の左兵衛督足利直義（尊氏の弟）が、御成敗式目などの鎌倉幕府の古典的武家法を元に基礎を作り、革新派の執事高師直が、雑訴決断所牒などの建武政権の先進的な法制度を改良した政策（執事施行状の発給など）を打ち出すことで、順調に足固めをしていった。
暦応4年/興国2年（1341年）ごろには一時的に南朝が勢いを取り戻した。同年3月24日、足利直義は、幕府の有力武将で出雲・隠岐両国守護の塩冶高貞に謀反の疑い有りと宣言、桃井直常・山名時氏を主将とする追討軍を派兵して、京を出奔した高貞を追い、同月末に高貞は播磨国で自害に追い込まれた（『師守記』暦応4年3月25日条および29日条）。鈴木登美恵や亀田俊和らの説によれば、高貞は皇族早田宮出身の妻を介して、義弟（義兄？）に当たる南朝公卿で九州方面軍を指揮する源宗治と内通していたのではないかという。

#### 四條畷の戦いと楠木正行の戦死
父楠木正成の後を継ぎ楠木氏棟梁となった南朝の武将楠木正行は、貞和3年/正平2年（1347年）、藤井寺の戦いや天王寺・住吉の戦いで、幕府の有力武将細川顕氏や山名時氏に勝利した。
だが、事態を重く見た幕府執事高師直は、大軍を編成し、貞和4年/正平3年（1348年）1月5日、四條畷の戦いで正行とその弟楠木正時兄弟らを討ち、敗死させた。

#### 吉野陥落
四條畷の戦いで南朝に完勝した高師直は吉野へと兵を進め、吉野行宮を焼き払った。吉野が陥落して後村上天皇ら南朝一行は賀名生（奈良県五條市）へ逃れ、衰勢は覆い隠せなくなる。

### 第2期（1348年 – 1368年）：内乱の激化

#### 観応の擾乱と高師直の没落
その後、尊氏が政務を任せていた弟の足利直義と足利家の執事である高師直との対立が表面化し、観応年間には観応の擾乱とよばれる幕府の内紛が起こる。政争に敗れた直義は南朝に帰順し、尊氏の子で直義の養子になっていた足利直冬も養父に従い九州へ逃れて戦う。山名時氏など守護の一部も南朝に属して戦い、京都争奪戦が繰り広げられるなど南朝は息を吹き返すことになる。後村上天皇は南朝方の住吉大社の宮司家である津守氏の住之江殿（正印殿）に移り、そこを住吉行宮（大阪市住吉区）とする。
南朝武将として台頭した直義は、観応2年/正平6年（1351年）1月の第三次京都合戦、次いで2月の打出浜の戦いで高師直に勝利した。師直・師泰兄弟とその一族郎党は、2月26日、護送中に上杉能憲らに謀殺され、 鎌倉時代から代々足利氏執事を務めてきた高氏は没落した。

#### 正平の一統と足利直義の没落
観応2年/正平6年（1351年）、今度は尊氏が直義派に対抗するために一時的に南朝に降伏。年号を南朝の「正平」に統一する「正平一統」が成立した。これにより、尊氏は征夷大将軍を解任された。
尊氏は観応2年/正平6年（1351年）12月薩埵峠の戦いで弟の直義を破り、足利党を統一した。直義は翌年の2月26日、ちょうど師直の一周忌に急死した。
直義の養子・後継者で、尊氏の非認知子でもある足利直冬は、この後も南朝と連携して、室町幕府・北朝への抵抗を続けた。

#### 4度にわたる京都合戦
観応の擾乱後、南北は泥沼の戦いを続け、四度に渡る京都合戦を繰り広げたが、勝敗は付かず、お互いに疲弊するばかりだった。
直義が死んだ後、正平統一政権（旧南朝）は、足利方の勢力を完全に払拭しようと、この機に乗じて京都へ進攻して、尊氏の嫡子の宰相中将足利義詮を逐い、京都を占拠して神器も接収した（第四次京都合戦（八幡の戦い））。義詮は北朝年号を復活させ、再び京都を奪還するが、南朝は撤退する際に光厳・光明両上皇と、天皇を退位した直後の崇光上皇（光厳の皇子）を賀名生へ連れ去った。このため北朝は、光厳の皇子で崇光の弟の後光厳天皇を神器無しで践祚させ、併せて公武の官位を復旧させ、尊氏も征夷大将軍に復帰した。
旧直義党を吸収した南朝は再起し、文和元年/正平7年（1352年）8月中旬から翌年3月末にかけて、南朝の楠木正儀（楠木正成の三男）・吉良満貞（旧直義党）・石塔頼房（旧直義党）らは、摂津の戦いで幕府の赤松光範・佐々木秀綱・佐々木高秀・土岐頼康・仁木義長らを破った。この勢いに乗じ、文和2年/正平8年（1353年）6月9日、南朝は第五次京都合戦で京都を奪回。しかし、幕府の大攻勢を受け、7月24日に京都を放棄、一月半という短期の支配に終わった。
文和3年/正平9年（1354年）、南朝の実質的指導者北畠親房が死去し、南朝はその頭脳を失う。しかし足利直冬が南朝に合流したことから再び武力を回復し、文和4年/正平10年（1355年）1月、直冬と楠木正儀は、第六次京都合戦（神南の戦い）で京都の一時的占拠に成功した。だが、東国から将軍足利尊氏が迫ったため、南朝は京都を再び放棄した。
延文3年/正平13年（1358年）4月、足利尊氏が死去すると新田義貞の遺児義宗や出羽に逃れていた北畠顕信らが再起を試みるも、組織的な蜂起には至らなかった。
室町幕府の新将軍・足利義詮は、武威を示すために南朝掃討の大攻勢に出て、楠木氏の本城である河内国赤坂城などを落とした。ところが、楠木正儀は戦闘を山岳戦に持ち込んで遠征を長引かせ、これによって幕府側は仁木義長・関東執事畠山国清・執事細川清氏ら有力武将が相次いで離反し、幕府の勢力は結局元に戻ってしまった。
康安元年/正平16年（1361年）、幕府内での抗争で失脚した細川清氏は南朝に帰順、楠木正儀らと共闘し、第七次京都合戦で一時は京都を占拠する。しかし、1月にも満たずに奪回され、南朝は劣勢を覆すことはできなかった。
足利義詮時代には大内弘世や山名時氏なども室町幕府に帰服した。

#### 九州の情勢と「日本国王」良懐
九州では、多々良浜の戦いで足利方に敗れた菊池氏などの南朝勢力と、尊氏が残した一色範氏や仁木義長などの勢力が争いを続けていた。南朝は勢力を強化するために後醍醐天皇の皇子である懐良親王を征西将軍として派遣し、北朝勢力と攻防を繰り返した。観応の擾乱が起こると足利直冬が加わり、三勢力が抗争する鼎立状態となる。しかし、文和元年/正平7年（1352年）に足利直義が殺害されると、直冬は中国に去った。延文4年/正平14年（1359年）筑後川の戦い（大保原の戦い）では、南朝方の懐良親王、菊池武光、赤星武貫、宇都宮貞久、草野永幸らと北朝方の少弐頼尚、少弐直資の父子、大友氏時、城井冬綱ら両軍合わせて約10万人が戦ったとされる。この戦いに敗れた北朝方は大宰府に逃れ、九州はこの後10年ほど南朝の支配下に入ることとなった。足利義詮の死に端を発して、九州の南朝勢力は応安元年/正平23年（1368年）2月に東征の軍を起こし長門・周防方面へ進軍を開始するものの、大内氏に阻まれ頓挫した。
またこの頃、朝鮮半島や中国の沿岸などで倭寇（前期倭寇）と呼ばれる海上集団が活動し始めており、応安5年/文中元年（1372年）懐良親王は倭寇の取り締まりを条件に明朝から冊封を受け、「良懐」として「日本国王」となるものの、室町幕府は今川貞世（了俊）を九州へ派遣して攻勢をかけ大宰府を奪回する。

#### 楠木正儀最後の和平交渉
南朝の筆頭武将でありながら南朝内の和平派を主宰する楠木氏棟梁楠木正儀（楠木正成の三男）は、これまでにたびたび北朝・室町幕府へ和平を打診してきたが、内外からの妨害により不首尾に終わっていた。
康安元年/正平16年（1361年）の第七次京都合戦後、両朝は既に戦いに疲れ果てて、今度は和平の機運が高まってきた。かつて主戦派だった南朝の後村上天皇は、和平派の正儀を天皇の最大の側近である綸旨奉者に選ぶなど和平も一考するようになり、また将軍足利義詮も文治派の斯波高経を実質的な執事に起用するなど（形式上の執事は高経の子斯波義将）、互いに融和路線を取るようになってきた。正平21年/貞治5年（1366年）8月には、貞治の変で、斯波高経・義将が失脚するが、将軍義詮は斯波派の融和路線をそのまま継続した。
ところが、翌貞治6年/正平22年（1367年）、南朝側の和平交渉代表洞院実守は「北朝が南朝に投降する」という形式に固執し、これに義詮が激怒して一旦交渉が決裂、戦争の再開寸前にまでなってしまう。
これに対し、後村上天皇は急遽、楠木正儀を正式な南朝代表に起用し、右兵衛督というそれに見合う高位の官職を与えた。正儀の和平交渉によって、義詮も態度を和らげたことから、初めは上手くいくかに見えた。しかし、貞治6年/正平22年（1367年）12月7日に二代将軍義詮が薨去、翌応安元年/正平23年（1368年）3月11日に南朝後村上天皇が崩御、と相次いで両朝首脳が世を去ったことから、この和平交渉も自然消滅してしまった。
これ以降、明徳の和約による南北朝合一まで、25年もの間、南北間の和平交渉は再開されなかった。正儀は明徳の和約の下準備をした可能性はあるものの、本人は正式な合一を見る前に死去している。

### 第3期（1368年 – 1392年）：室町幕府の完成と南北朝合一

#### 細川頼之の幕府内政強化
応安元年/正平23年（1368年）4月、幼い将軍足利義満が元服し、その烏帽子親となった室町幕府管領細川頼之が実権を握り、名宰相として義満を補佐した。
同年、頼之は寺社本所領事（通称「応安大法」）を発布し、その後も卓越した内政手腕によって幕府の安定性を確立していった。
同年、南朝で強硬派の長慶天皇が即位すると、和平派の楠木正儀は南朝内で孤立することとなった。そのため、翌応安2年/正平24年（1369年）、頼之は調略によって南朝方の中心的武将であった正儀を帰順させることに成功。南朝は強硬路線をとったことで、主要人材を失い、かえって勢力を落とし、幕府方が体制を確立することになってしまった。
応安6年/文中2年（1373年）、頼之は、細川氏春・楠木正儀・赤松光範らを大将とする遠征軍を編成し、天野合戦で南朝重臣の四条隆俊を敗死させ、南朝の臨時首都天野行宮を陥落させることに成功した。
しかし、橋本正督の鎮圧（橋本正督の乱）に失敗、政敵斯波義将らから訴追を受け、義満も鎮圧における頼之の弱腰に批判的であったことから、康暦元年/天授5年（1379年）初頭、康暦の政変で失脚した。

#### 二条良基の北朝・幕府融合策
管領細川頼之と協同して北朝・室町幕府の安定化を計ったのが、連歌を完成した中世最大の文化人の一人であり、北朝の摂政・関白・太政大臣を歴任した准三宮二条良基である。
自前の武力を持たなかったことから幕府の傀儡と思われがちな北朝であるが、実際はいまだ多く残る荘園支配や蓄積された朝廷法の知識によって一定の権力と権威を有した。良基は、義満の指南役となって朝廷文化を伝え、公家側に引き込むことで、能動的に北朝と室町幕府の一体化を促した。良基の画策によって、武家の棟梁は、伝統的な「鎌倉殿」ではなく、京都を拠点とする「室町殿」となった。

#### 足利義満の幕府中央集権化
康暦の政変によって烏帽子親の細川頼之を失脚させた室町幕府第三代将軍足利義満は、足利将軍家への中央集権化を進め、幕府の体制をますます強固なものとしていった。
明徳2年/元中8年12月30日（1392年1月23日）には、日本の六分の一を領有し将軍家に迫る勢力を持ちつつあった山名氏を討ち、その勢いを削減した(明徳の乱)。

#### 南北朝合一
南朝が衰微していく一方で、足利義満の相次ぐ有力守護大名勢力削減策により、幕府はますます中央集権化を進めていき、その勢力差は歴然であった。
永徳2年/弘和2年（1382年）には、ようやく楠木正儀が南朝へ帰参し参議に任じられるが、もはや昔日の名将としての面影はなく、同年、北朝の山名氏清に敗退している。和平派の正儀が参議という高官として台頭したことや、永徳3年/弘和3年（1383年）に北畠顕能、懐良親王が続けざまに死去、動乱初期からその支えとして活躍してきた軍事的支柱を失った南朝は、同年冬、対北朝強硬路線を通していた長慶天皇が、弟である和平派の後亀山天皇に譲位。正儀はその後、数年内に死去したと考えられ、宗良親王も至徳2年/元中2年（1385年）に死去したことから、南朝の指揮官の地位は嫡子の楠木正勝が継いだ。しかし、正勝は嘉慶2年/元中5年（1388年）に平尾合戦で山名氏清に敗北、明徳3年/元中9年（1392年）春には、畠山基国の攻勢により、楠木氏の本拠地である千早城を喪失。南朝は北朝に抵抗する術を殆ど失うようになる。
こうして、
1. 和平派の後亀山天皇が在位。
2. 楠木正儀、北畠顕能、懐良親王、宗良親王といった中枢人材が数年内に相次いで亡くなる。
3. 楠木氏の象徴である千早城落城により、軍事力を失う。

といった南朝が北朝へ合流する条件が出揃った。
このような情勢の中で明徳3年/元中9年（1392年）、足利義満の斡旋で、大覚寺統と持明院統の両統迭立と、全国の国衙領を大覚寺統の所有とすることを条件に、南朝の後亀山天皇が北朝の後小松天皇に三種の神器を渡し、南北朝が合体した（明徳の和約）。『大乗院日記目録』は、これを「南北御合体、一天平安」と記している。
南北朝合一を機に、九州北部を制圧していた今川貞世は九州南部に拠る菊池武朝と和睦し、九州も幕府の支配するところとなった。その後、足利義満が新たに明から冊封されて「日本国王」となる。

### 後史：後南朝
合一が行われるものの、両統迭立の約束が守られることはなく持明院統の皇統が続いたため、南朝の遺臣たちによる皇位の回復を目指しての反抗が15世紀半ばまで続き、後南朝と呼ばれる。彼らの抵抗は持明院統嫡流が断絶した正長元年（1428年）以後、激化することとなる。
嘉吉3年（1443年）には南朝の遺臣や日野一族が御所に乱入し南朝皇族の通蔵主・金蔵主兄弟をかついで神璽・宝剣を一時奪還する禁闕の変が起きる。宝剣はすぐに幕府の手で取り戻されたが、神璽は後南朝に持ち去られたままになる。
後南朝は、嘉吉の乱で滅亡した赤松氏の再興を目指す赤松遺臣によって、長禄元年（1457年）に南朝後裔の自天王・忠義王なる兄弟が殺害され、神璽が奪還されることによって、実質的に滅亡した。
最後に史料に登場するのは、『勝山記』の明応8年（1499年）霜月（11月）、伊豆国三島に流された「王」を、早雲入道が諌めて相州（相模国）に退去させたというものがあり、これが後南朝の史料上の終焉とされている。

## 土地支配の変化
鎌倉時代初期には、国衙領や、荘園のうち天皇家・公家・寺社の領地には、武家の支配がおよんでいなかった。鎌倉時代を通じて、武家の統治機構である守護・地頭に属する武士が、地頭請や下地中分という形で国衙領や荘園を蚕食し始めるようになった。この傾向は南北朝時代に入ると顕著になり、荘園の年貢の半分を幕府に納める半済や、年貢の取立てを守護が請け負う守護請が一般化した。また、鎌倉時代の守護の権限であった大犯三ヶ条（大番催促、謀反人・殺害人の検断）に加えて、刈田狼藉の取締も守護の役務となり、荘園領主は守護の立入を拒むことができなくなった。これらを通じて、土地支配上の武士の立場は、荘官・下司として荘園領主に代わって荘園を管理するだけの立場から実質的な領主へと変化していった。守護は、このような武士と主従関係を結ぶようになり、領国内への支配権を強め、守護大名と呼ばれるようになった。南北朝合一時に国衙領がほとんど残っていなかったのはこのような背景による。荘園公領制が完全に崩壊するのは、南北朝時代よりも2世紀後の太閤検地によってであるが、この南北朝期に既に大きな転機を迎えていた。
戦乱により公家や朝廷の政治力が衰え、政治の主導は完全に武家へ移ることになった。また、武家社会でも、それまで当たり前だった全国に分散した所領の支配が難しくなり、分散した所領を売却・交換し、一箇所にまとめた所領の一円化傾向が顕著になった。これに伴い、関東の狭い「苗字の地」から新恩の広い地方へ移り住む例が多くなった。

## 後年

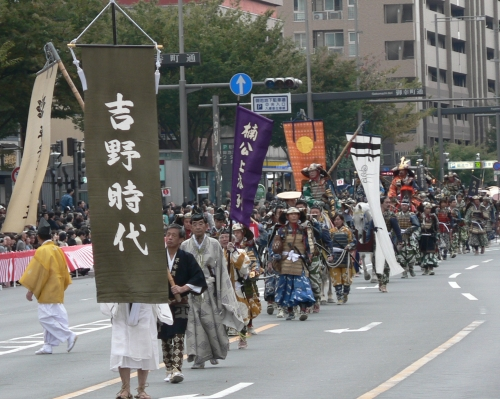
時代祭風俗行列の「吉野時代」の列

近世以来、南北朝のいずれが正統かをめぐって南北朝正閏論が行われてきた。明治時代には皇統は南朝が正統とされ、文部省は国定教科書で「吉野朝時代」の用語を使うよう命じた。
東京大学史料編纂所は『大日本史料』で「南北朝時代」を引き続き使用したが、1937年（昭和12年）、皇国史観で知られる平泉澄や宮内省の芝葛盛らの批判を受けた。所内の協議の結果、辻善之助所長の判断で、南北朝時代の第六編は編纂は続けるが、出版は中断することになった。
第二次世界大戦後、歴史の実態に合わせて再び「南北朝時代」の用語が主流になった。『大日本史料』出版も再開された。
南北朝正閏論の名残は、21世紀現在にも確認される。例えば京都三大祭りの一つである時代祭において、風俗行列を構成する南北朝時代の列は現在でも「吉野時代」と称されているほか、足利尊氏を国賊とみなす立場から室町時代の列は長らく除外され、2007年（平成19年）になって新設されている。

## 文化・社会風潮
連歌などの流行もあり、武士の間でも優雅な気風が生まれつつあった。政治的混乱が大きい時代でもあったので、ばさらや二条河原落書など既存の勢力への反攻や批判的風潮が強まった。

## 考察

### 南北朝期内の段階区分
南北朝時代の中での段階区分については、以下のような説がある。
林屋辰三郎は、厳密な暦年により区分するのではなく、各時代を代表とする人物によっておおまかに4つに分けている。
- 第1期：建武政権の成立から王朝権力の没落で、結城宗広、楠木正成、足利尊氏が代表[16]。
- 第2期：観応の擾乱によって南朝も一時的に勢力が回復した時期で、後村上天皇が代表[16]。
- 第3期：室町幕府の守護が強大化し、権力が分散され、やがて再編される過程で、佐々木導誉が代表[16]。
- 第4期：国内統一の完成期で、足利義満が代表[16]。

『国史大辞典』（佐藤和彦担当）は、以下のように4つに区分している（前史を「1期」とカウントしているため、厳密には3期区分である）。
- 第1期：内乱の前史。13世紀後半の鎌倉幕府執権体制の崩壊から、元弘の乱、建武の新政、建武の乱、室町幕府成立を経て、後醍醐天皇の吉野への脱出（建武3年/延元元年12月21日（ユリウス暦1337年1月23日））まで[4]。
- 第2期：内乱の展開。後醍醐天皇が吉野へ脱出して南朝が成立してから、貞和4年/正平3年（1348年）1月に高師直が四條畷の戦いで楠木正行を敗死させ、2月に南朝の吉野行宮を攻略、後村上天皇が賀名生に行宮を遷すまで[4]。
- 第3期：内乱の深化。貞治6年/正平22年（1367年）に南北朝間の和平交渉が再開される頃まで[4]。
- 第4期：内乱の終焉。貞治6年/正平22年（1367年）の細川頼之の管領就任から南北朝合一まで[4]。

『日本大百科全書』（永原慶二担当）も『国史大辞典』とほぼ同じだが、前史を除外して全3期と数えている。
- 第1期：1336–1348年、南朝成立から、四條畷の戦いで楠木正行が戦死、後村上天皇が行宮を賀名生に遷すまで[3]。
- 第2期：1349–1367年、観応の擾乱から足利義詮の死まで[3]。
- 第3期：1368–1392年、足利義満の将軍就任から両朝統一まで[3]。

## 南北朝時代の元号
| 西暦 | 1330年   | 1331年   | 1332年   | 1333年   | 1334年   | 1335年   | 1336年   | 1337年   | 1338年   | 1339年   |
| 北朝 | 元徳2年  | 元弘元年 | 正慶元年 | 正慶2年  | 建武元年 | 建武2年  | 建武3年  | 建武4年  | 暦応元年 | 暦応2年  |
| 南朝 | 元徳2年  | 元弘元年 | 元弘2年  | 元弘3年  | 建武元年 | 建武2年  | 延元元年 | 延元2年  | 延元3年  | 延元4年  |
| 干支 | 庚午     | 辛未     | 壬申     | 癸酉     | 甲戌     | 乙亥     | 丙子     | 丁丑     | 戊寅     | 己卯     |
| 西暦 | 1340年   | 1341年   | 1342年   | 1343年   | 1344年   | 1345年   | 1346年   | 1347年   | 1348年   | 1349年   |
| 北朝 | 暦応3年  | 暦応4年  | 康永元年 | 康永2年  | 康永3年  | 貞和元年 | 貞和2年  | 貞和3年  | 貞和4年  | 貞和5年  |
| 南朝 | 興国元年 | 興国2年  | 興国3年  | 興国4年  | 興国5年  | 興国6年  | 正平元年 | 正平2年  | 正平3年  | 正平4年  |
| 干支 | 庚辰     | 辛巳     | 壬午     | 癸未     | 甲申     | 乙酉     | 丙戌     | 丁亥     | 戊子     | 己丑     |
| 西暦 | 1350年   | 1351年   | 1352年   | 1353年   | 1354年   | 1355年   | 1356年   | 1357年   | 1358年   | 1359年   |
| 北朝 | 観応元年 | 観応2年  | 文和元年 | 文和2年  | 文和3年  | 文和4年  | 延文元年 | 延文2年  | 延文3年  | 延文4年  |
| 南朝 | 正平5年  | 正平6年  | 正平7年  | 正平8年  | 正平9年  | 正平10年 | 正平11年 | 正平12年 | 正平13年 | 正平14年 |
| 干支 | 庚寅     | 辛卯     | 壬辰     | 癸巳     | 甲午     | 乙未     | 丙申     | 丁酉     | 戊戌     | 己亥     |
| 西暦 | 1360年   | 1361年   | 1362年   | 1363年   | 1364年   | 1365年   | 1366年   | 1367年   | 1368年   | 1369年   |
| 北朝 | 延文5年  | 康安元年 | 貞治元年 | 貞治2年  | 貞治3年  | 貞治4年  | 貞治5年  | 貞治6年  | 応安元年 | 応安2年  |
| 南朝 | 正平15年 | 正平16年 | 正平17年 | 正平18年 | 正平19年 | 正平20年 | 正平21年 | 正平22年 | 正平23年 | 正平24年 |
| 干支 | 庚子     | 辛丑     | 壬寅     | 癸卯     | 甲辰     | 乙巳     | 丙午     | 丁未     | 戊申     | 己酉     |
| 西暦 | 1370年   | 1371年   | 1372年   | 1373年   | 1374年   | 1375年   | 1376年   | 1377年   | 1378年   | 1379年   |
| 北朝 | 応安3年  | 応安4年  | 応安5年  | 応安6年  | 応安7年  | 永和元年 | 永和2年  | 永和3年  | 永和4年  | 康暦元年 |
| 南朝 | 建徳元年 | 建徳2年  | 文中元年 | 文中2年  | 文中3年  | 天授元年 | 天授2年  | 天授3年  | 天授4年  | 天授5年  |
| 干支 | 庚戌     | 辛亥     | 壬子     | 癸丑     | 甲寅     | 乙卯     | 丙辰     | 丁巳     | 戊午     | 己未     |
| 西暦 | 1380年   | 1381年   | 1382年   | 1383年   | 1384年   | 1385年   | 1386年   | 1387年   | 1388年   | 1389年   |
| 北朝 | 康暦2年  | 永徳元年 | 永徳2年  | 永徳3年  | 至徳元年 | 至徳2年  | 至徳3年  | 嘉慶元年 | 嘉慶2年  | 康応元年 |
| 南朝 | 天授6年  | 弘和元年 | 弘和2年  | 弘和3年  | 元中元年 | 元中2年  | 元中3年  | 元中4年  | 元中5年  | 元中6年  |
| 干支 | 庚申     | 辛酉     | 壬戌     | 癸亥     | 甲子     | 乙丑     | 丙寅     | 丁卯     | 戊辰     | 己巳     |
| 西暦 | 1390年   | 1391年   | 1392年   | 1393年   |          |          |          |          |          |          |
| 北朝 | 明徳元年 | 明徳2年  | 明徳3年  | 明徳4年  |          |          |          |          |          |          |
| 南朝 | 元中7年  | 元中8年  | 元中9年  | 明徳4年  |          |          |          |          |          |          |
| 干支 | 庚午     | 辛未     | 壬申     | 癸酉     |          |          |          |          |          |          |